# Benjamin (Texas)
Benjamin è un centro abitato degli Stati Uniti d'America situato nella contea di Knox (di cui è capoluogo) dello Stato del Texas.
La popolazione era di 258 persone al censimento del 2010.

## Geografia fisica
Benjamin è situata a 33°35′00″N 99°47′36″W (33.583419, -99.793394), all'incrocio tra la U.S. Highway 82 e la State Highway 6, nel centro della contea di Knox, circa 90 km a nord di Abilene e 85 miglia a sud ovest di Wichita Falls.
Secondo lo United States Census Bureau, ha un'area totale di un miglio quadrato (2,6 km²).

## Società

### Evoluzione demografica
Secondo il censimento del 2000, c'erano 264 persone, 97 nuclei familiari e 64 famiglie residenti nella città. La densità di popolazione era di 254,5 persone per miglio quadrato (98,0/km²). C'erano 119 unità abitative a una densità media di 114,7 per miglio quadrato (44,2/km²). La composizione etnica della città era formata dall'89,77% di bianchi, il 3,03% di afroamericani, l'1,89% di asiatici, il 4,92% di altre razze, e lo 0,38% di due o più etnie. Ispanici o latinos di qualunque razza erano l'11,36% della popolazione.
C'erano 97 nuclei familiari di cui il 36,1% aveva figli di età inferiore ai 18 anni, il 48,5% aveva coppie sposate conviventi, il 14,4% aveva un capofamiglia femmina senza marito, e il 33,0% erano non-famiglie. Il 30,9% di tutti i nuclei familiari erano individuali e il 19,6% aveva componenti con un'età di 65 anni o più che vivevano da soli. Il numero di componenti medio di un nucleo familiare era di 2,59 e quello di una famiglia era di 3,31.
La popolazione era composta dal 33,3% di persone sotto i 18 anni, il 5,3% di persone dai 18 ai 24 anni, il 25,8% di persone dai 25 ai 44 anni, il 19,7% di persone dai 45 ai 64 anni, e il 15,9% di persone di 65 anni o più. L'età media era di 38 anni. Per ogni 100 femmine c'erano 88,6 maschi. Per ogni 100 femmine dai 18 anni in giù, c'erano 85,3 maschi.
Il reddito medio di un nucleo familiare era di 31.023 dollari e quello di una famiglia era di 38.125 dollari. I maschi avevano un reddito medio di 29.750 dollari contro i 19.375 dollari delle femmine. Il reddito pro capite era di 13.138 dollari. Circa il 14,5% delle famiglie e il 14,2% della popolazione erano sotto la soglia di povertà, incluso il 14,7% di persone sotto i 18 anni di età e l'8,7% di persone di 65 anni o più.